# Danh sách trận chung kết Cúp UEFA và Europa League
UEFA Europa League, tiền thân là Cúp UEFA, là một giải đấu bóng đá do Liên đoàn bóng đá châu Âu (UEFA) tổ chức thường niên vào năm 1971. Đây được coi là sân chơi quốc tế quan trọng thứ hai dành cho các câu lạc bộ ở châu Âu sau UEFA Champions League. Những đội bóng đủ điều kiện tham dự Europa League dựa trên thành tích của họ tại giải vô địch quốc gia và cúp quốc gia. Trong 25 năm đầu tiên tổ chức giải, trận chung kết diễn ra theo thể thức hai lượt, mỗi đội đá một trận trên sân nhà. Tuy nhiên, vào năm 1998, Inter Milan đánh bại Lazio trong trận chung kết đầu tiên thi đấu một lượt duy nhất tại sân trung lập, sân vận động Công viên các Hoàng tử ở Paris. Tottenham Hotspur là đội bóng đầu tiên lên ngôi vô địch sau khi đánh bại Wolverhampton Wanderers với tổng tỷ số 3–2. Đã có 11 trận chung kết mà cả hai đội bóng đều đến từ cùng một quốc gia: Ý (1990, 1991, 1995 và 1998), Anh (1972, 2019 và 2025), Tây Ban Nha (2007 và 2012), Đức (1980) và Bồ Đào Nha (2011).
Sevilla đang giữ kỷ lục về số lần vô địch nhiều nhất, với bảy lần đăng quang kể từ khi giải đấu được thành lập. Real Madrid (vô địch vào các năm 1985 và 1986) và Sevilla (vô địch vào các năm 2006 và 2007; cũng như 2014, 2015 và 2016) là hai đội duy nhất từng bảo vệ thành công ngôi vô địch. Các đại diện từ Tây Ban Nha đã đăng quang tới 14 lần, nhiều hơn bất kỳ quốc gia nào khác. Nhà vô địch cuối cùng trước khi Cúp UEFA được đổi tên thành UEFA Europa League là Shakhtar Donetsk, đội đã đánh bại Werder Bremen 2–1 sau hiệp phụ trong trận chung kết năm 2009. Benfica và Marseille là hai đội thua nhiều trận chung kết nhất, với 3 lần thất bại trong giải đấu này. Nhà vô địch hiện tại là Tottenham Hotspur, đội đã đánh bại Manchester United với tỷ số 1–0 trong trận chung kết năm 2025.
Mặc dù Inter-Cities Fairs Cup được coi là tiền thân của Cúp UEFA, song Liên đoàn bóng đá châu Âu không công nhận Fairs Cup là một trong những giải đấu chính thức cấp câu lạc bộ của mình, do vậy thống kê của giải đó không được tính vào danh sách này.

## Danh sách trận chung kết
| dagger | Trận đấu kết thúc sau hiệp phụ           |
| *      | Trận đấu kết thúc sau loạt sút luân lưu  |
| §      | Trận đấu kết thúc bởi một bàn thắng vàng |

- Cột "Mùa giải" chỉ mùa giải mà giải đấu được tổ chức, và liên kết đến bài viết về mùa giải đó.
- Các trận chung kết theo thể thức hai lượt được liệt kê theo thứ tự được diễn ra.
- Ghi chú "UCL" của một đội tức là đội đó lúc đầu tranh tài ở UEFA Champions League cho mùa giải đó (kể từ mùa giải 1999–2000).
- Liên kết ở cột "Tỷ số" chuyển hướng đến bài viết về trận chung kết mùa giải đó.

| Mùa giải                           | Quốc gia          | Đội vô địch              | Tỷ số             | Đội á quân                  | Quốc gia          | Địa điểm                                           | Khán giả                                    |
| Thể thức hai lượt                  | Thể thức hai lượt | Thể thức hai lượt        | Thể thức hai lượt | Thể thức hai lượt           | Thể thức hai lượt | Thể thức hai lượt                                  | Thể thức hai lượt                           |
| ---------------------------------- | ----------------- | ------------------------ | ----------------- | --------------------------- | ----------------- | -------------------------------------------------- | ------------------------------------------- |
| 1971–72                            | Anh               | Tottenham Hotspur        | 2–1               | Wolverhampton Wanderers     | Anh               | Molineux, Wolverhampton, Anh                       | 45.000                                      |
| 1971–72                            | Anh               | Tottenham Hotspur        | 1–1               | Wolverhampton Wanderers     | Anh               | White Hart Lane, London, Anh                       | 54.000                                      |
| 1972–73                            | Anh               | Liverpool                | 3–0               | Borussia Mönchengladbach    | Tây Đức           | Anfield, Liverpool, Anh                            | 41,169                                      |
| 1972–73                            | Anh               | Liverpool                | 0–2               | Borussia Mönchengladbach    | Tây Đức           | Bökelbergstadion, Mönchengladbach, Tây Đức         | 35.000                                      |
| 1973–74                            | Hà Lan            | Feyenoord                | 2–2               | Tottenham Hotspur           | Anh               | White Hart Lane, London, Anh                       | 46.281                                      |
| 1973–74                            | Hà Lan            | Feyenoord                | 2–0               | Tottenham Hotspur           | Anh               | De Kuip, Rotterdam, Hà Lan                         | 59.000                                      |
| 1974–75                            | Tây Đức           | Borussia Mönchengladbach | 0–0               | Twente                      | Hà Lan            | Rheinstadion, Düsseldorf, Tây Đức                  | 42.000                                      |
| 1974–75                            | Tây Đức           | Borussia Mönchengladbach | 5–1               | Twente                      | Hà Lan            | Diekman Stadion, Enschede, Hà Lan                  | 21.000                                      |
| 1975–76                            | Anh               | Liverpool                | 3–2               | Club Brugge                 | Bỉ                | Anfield, Liverpool, Anh                            | 56.000                                      |
| 1975–76                            | Anh               | Liverpool                | 1–1               | Club Brugge                 | Bỉ                | Olympiastadion, Bruges, Bỉ                         | 32.000                                      |
| 1976–77                            | Ý                 | Juventus                 | 1–0               | Athletic Bilbao             | Tây Ban Nha       | Stadio Comunale, Turin, Ý                          | 75,000                                      |
| 1976–77                            | Ý                 | Juventus                 | 1–2               | Athletic Bilbao             | Tây Ban Nha       | San Mamés, Bilbao, Tây Ban Nha                     | 43.000                                      |
| 1977–78                            | Hà Lan            | PSV Eindhoven            | 0–0               | Bastia                      | Pháp              | Stade Armand Cesari, Bastia, Pháp                  | 15.000                                      |
| 1977–78                            | Hà Lan            | PSV Eindhoven            | 3–0               | Bastia                      | Pháp              | Philips Stadion, Eindhoven, Hà Lan                 | 27.000                                      |
| 1978–79                            | Tây Đức           | Borussia Mönchengladbach | 1–1               | Sao Đỏ Belgrade             | Nam Tư            | Stadion Crvena Zvezda, Belgrade, Nam Tư            | 87.000                                      |
| 1978–79                            | Tây Đức           | Borussia Mönchengladbach | 1–0               | Sao Đỏ Belgrade             | Nam Tư            | Rheinstadion, Düsseldorf, Tây Đức                  | 45.000                                      |
| 1979–80                            | Tây Đức           | Eintracht Frankfurt      | 2–3               | Borussia Mönchengladbach    | Tây Đức           | Bökelbergstadion, Mönchengladbach, Tây Đức         | 25.000                                      |
| 1979–80                            | Tây Đức           | Eintracht Frankfurt      | 1–0               | Borussia Mönchengladbach    | Tây Đức           | Waldstadion, Frankfurt, Tây Đức                    | 59.000                                      |
| 1980–81                            | Anh               | Ipswich Town             | 3–0               | AZ                          | Hà Lan            | Portman Road, Ipswich, Anh                         | 27.532                                      |
| 1980–81                            | Anh               | Ipswich Town             | 2–4               | AZ                          | Hà Lan            | Olympisch Stadion, Amsterdam, Hà Lan               | 28.500                                      |
| 1981–82                            | Thụy Điển         | IFK Göteborg             | 1–0               | Hamburger SV                | Tây Đức           | Nya Ullevi, Gothenburg, Thụy Điển                  | 42.548                                      |
| 1981–82                            | Thụy Điển         | IFK Göteborg             | 3–0               | Hamburger SV                | Tây Đức           | Volksparkstadion, Hamburg, Tây Đức                 | 60.000                                      |
| 1982–83                            | Bỉ                | Anderlecht               | 1–0               | Benfica                     | Bồ Đào Nha        | Sân vận động Heysel, Brussels, Bỉ                  | 55.000                                      |
| 1982–83                            | Bỉ                | Anderlecht               | 1–1               | Benfica                     | Bồ Đào Nha        | Estádio da Luz, Lisbon, Bồ Đào Nha                 | 80.000                                      |
| 1983–84                            | Anh               | Tottenham Hotspur        | 1–1               | Anderlecht                  | Bỉ                | Constant Vanden Stock, Brussels, Bỉ                | 40.000                                      |
| 1983–84                            | Anh               | Tottenham Hotspur        | 1–1*              | Anderlecht                  | Bỉ                | White Hart Lane, London, Anh                       | 46.205                                      |
| 1984–85                            | Tây Ban Nha       | Real Madrid              | 3–0               | Videoton                    | Hungary           | Sóstói Stadion, Székesfehérvár, Hungary            | 30.000                                      |
| 1984–85                            | Tây Ban Nha       | Real Madrid              | 0–1               | Videoton                    | Hungary           | Santiago Bernabéu, Madrid, Tây Ban Nha             | 90.000                                      |
| 1985–86                            | Tây Ban Nha       | Real Madrid              | 5–1               | 1. FC Köln                  | Tây Đức           | Santiago Bernabéu, Madrid, Tây Ban Nha             | 85.000                                      |
| 1985–86                            | Tây Ban Nha       | Real Madrid              | 0–2               | 1. FC Köln                  | Tây Đức           | Olympiastadion, Berlin, Tây Đức                    | 15.000                                      |
| 1986–87                            | Thụy Điển         | IFK Göteborg             | 1–0               | Dundee United               | Scotland          | Nya Ullevi, Gothenburg, Thụy Điển                  | 50.023                                      |
| 1986–87                            | Thụy Điển         | IFK Göteborg             | 1–1               | Dundee United               | Scotland          | Tannadice Park, Dundee, Scotland                   | 20.911                                      |
| 1987–88                            | Tây Đức           | Bayer Leverkusen         | 0–3               | Espanyol                    | Tây Ban Nha       | Estadi de Sarrià, Barcelona, Tây Ban Nha           | 42.000                                      |
| 1987–88                            | Tây Đức           | Bayer Leverkusen         | 3–0*              | Espanyol                    | Tây Ban Nha       | Ulrich Haberland Stadion, Leverkusen, Tây Đức      | 22.000                                      |
| 1988–89                            | Ý                 | Napoli                   | 2–1               | VfB Stuttgart               | Tây Đức           | Sân vận động San Paolo, Napoli, Ý                  | 83.000                                      |
| 1988–89                            | Ý                 | Napoli                   | 3–3               | VfB Stuttgart               | Tây Đức           | Neckarstadion, Stuttgart, Tây Đức                  | 67.000                                      |
| 1989–90                            | Ý                 | Juventus                 | 3–1               | Fiorentina                  | Ý                 | Stadio Comunale, Turin, Ý                          | 45.000                                      |
| 1989–90                            | Ý                 | Juventus                 | 0–0               | Fiorentina                  | Ý                 | Stadio Partenio, Avellino, Ý                       | 32.000                                      |
| 1990–91                            | Ý                 | Inter Milan              | 2–0               | Roma                        | Ý                 | San Siro, Milan, Ý                                 | 68.887                                      |
| 1990–91                            | Ý                 | Inter Milan              | 0–1               | Roma                        | Ý                 | Sân vận động Olimpico, Roma, Ý                     | 70.901                                      |
| 1991–92                            | Hà Lan            | Ajax                     | 2–2               | Torino                      | Ý                 | Stadio delle Alpi, Turin, Ý                        | 65.377                                      |
| 1991–92                            | Hà Lan            | Ajax                     | 0–0               | Torino                      | Ý                 | Olympisch Stadion, Amsterdam, Hà Lan               | 42.000                                      |
| 1992–93                            | Ý                 | Juventus                 | 3–1               | Borussia Dortmund           | Đức               | Westfalenstadion, Dortmund, Đức                    | 37.000                                      |
| 1992–93                            | Ý                 | Juventus                 | 3–0               | Borussia Dortmund           | Đức               | Stadio delle Alpi, Turin, Ý                        | 62.781                                      |
| 1993–94                            | Ý                 | Inter Milan              | 1–0               | Austria Salzburg            | Áo                | Sân vận động Ernst Happel, Viên, Áo                | 47.500                                      |
| 1993–94                            | Ý                 | Inter Milan              | 1–0               | Austria Salzburg            | Áo                | San Siro, Milan, Ý                                 | 80.326                                      |
| 1994–95                            | Ý                 | Parma                    | 1–0               | Juventus                    | Ý                 | Stadio Ennio Tardini, Parma, Ý                     | 22.062                                      |
| 1994–95                            | Ý                 | Parma                    | 1–1               | Juventus                    | Ý                 | San Siro, Milan, Ý                                 | 80.754                                      |
| 1995–96                            | Đức               | Bayern Munich            | 2–0               | Bordeaux                    | Pháp              | Olympiastadion, Munich, Đức                        | 62,000                                      |
| 1995–96                            | Đức               | Bayern Munich            | 3–1               | Bordeaux                    | Pháp              | Parc Lescure, Bordeaux, Pháp                       | 36.000                                      |
| 1996–97                            | Đức               | Schalke 04               | 1–0               | Inter Milan                 | Ý                 | Parkstadion, Gelsenkirchen, Đức                    | 56.000                                      |
| 1996–97                            | Đức               | Schalke 04               | 0–1*              | Inter Milan                 | Ý                 | San Siro, Milan, Ý                                 | 83.000                                      |
| Thể thức một lượt                  |                   |                          |                   |                             |                   |                                                    |                                             |
| 1997–98                            | Ý                 | Inter Milan              | 3–0               | Lazio                       | Ý                 | Sân vận động Công viên các Hoàng tử, Paris, Pháp   | 44,412                                      |
| 1998–99                            | Ý                 | Parma                    | 3–0               | Marseille                   | Pháp              | Sân vận động Luzhniki, Moscow, Nga                 | 61.000                                      |
| 1999–2000                          | Thổ Nhĩ Kỳ        | Galatasaray (UCL)        | 0–0*              | Arsenal (UCL)               | Anh               | Sân vận động Parken, Copenhagen, Đan Mạch          | 38.919                                      |
| 2000–01                            | Anh               | Liverpool                | 5–4§              | Deportivo Alavés            | Tây Ban Nha       | Westfalenstadion, Dortmund, Đức                    | 48.050                                      |
| 2001–02                            | Hà Lan            | Feyenoord (UCL)          | 3–2               | Borussia Dortmund (UCL)     | Đức               | De Kuip, Rotterdam, Hà Lan                         | 45.611                                      |
| 2002–03                            | Bồ Đào Nha        | Porto                    | 3–2               | Celtic (UCL)                | Scotland          | Estadio Olímpico de Sevilla, Seville, Tây Ban Nha  | 52.972                                      |
| 2003–04                            | Tây Ban Nha       | Valencia                 | 2–0               | Marseille (UCL)             | Pháp              | Nya Ullevi, Gothenburg, Thụy Điển                  | 39.000                                      |
| 2004–05                            | Nga               | CSKA Moscow (UCL)        | 3–1               | Sporting CP                 | Bồ Đào Nha        | Estádio José Alvalade, Lisbon, Bồ Đào Nha          | 47.085                                      |
| 2005–06                            | Tây Ban Nha       | Sevilla                  | 4–0               | Middlesbrough               | Anh               | PSV Stadion, Eindhoven, Hà Lan                     | 33.100                                      |
| 2006–07                            | Tây Ban Nha       | Sevilla                  | 2–2*              | Espanyol                    | Tây Ban Nha       | Hampden Park, Glasgow, Scotland                    | 47.602                                      |
| 2007–08                            | Nga               | Zenit Saint Petersburg   | 2–0               | Rangers (UCL)               | Scotland          | Sân vận động Thành phố Manchester, Manchester, Anh | 43.878                                      |
| 2008–09                            | Ukraina           | Shakhtar Donetsk (UCL)   | 2–1               | Werder Bremen (UCL)         | Đức               | Sân vận động Şükrü Saracoğlu, Istanbul, Thổ Nhĩ Kỳ | 37.357                                      |
| 2009–10                            | Tây Ban Nha       | Atlético Madrid (UCL)    | 2–1               | Fulham                      | Anh               | Volksparkstadion, Hamburg, Đức                     | 49.000                                      |
| 2010–11                            | Bồ Đào Nha        | Porto                    | 1–0               | Braga (UCL)                 | Bồ Đào Nha        | Sân vận động Lansdowne Road, Dublin, Ireland       | 45.391                                      |
| 2011–12                            | Tây Ban Nha       | Atlético Madrid          | 3–0               | Athletic Bilbao             | Tây Ban Nha       | Arena Națională, Bucharest, Romania                | 52.347                                      |
| 2012–13                            | Anh               | Chelsea (UCL)            | 2–1               | Benfica (UCL)               | Bồ Đào Nha        | Amsterdam Arena, Amsterdam, Hà Lan                 | 46.163                                      |
| 2013–14                            | Tây Ban Nha       | Sevilla                  | 0–0*              | Benfica (UCL)               | Bồ Đào Nha        | Sân vận động Juventus, Turin, Ý                    | 33.120                                      |
| 2014–15                            | Tây Ban Nha       | Sevilla                  | 3–2               | Dnipro Dnipropetrovsk (UCL) | Ukraina           | Stadion Narodowy, Warsaw, Ba Lan                   | 45.000                                      |
| 2015–16                            | Tây Ban Nha       | Sevilla (UCL)            | 3–1               | Liverpool                   | Anh               | St. Jakob-Park, Basel, Thụy Sĩ                     | 34.429                                      |
| 2016–17                            | Anh               | Manchester United        | 2–0               | Ajax (UCL)                  | Hà Lan            | Friends Arena, Solna, Thụy Điển                    | 46.961                                      |
| 2017–18                            | Tây Ban Nha       | Atlético Madrid (UCL)    | 3–0               | Marseille                   | Pháp              | Parc Olympique Lyonnais, Décines-Charpieu, Pháp    | 55.768                                      |
| 2018–19                            | Anh               | Chelsea                  | 4–1               | Arsenal                     | Anh               | Sân vận động Olympic, Baku, Azerbaijan             | 51.370                                      |
| 2019–20                            | Tây Ban Nha       | Sevilla                  | 3–2               | Inter Milan (UCL)           | Ý                 | Rhein Energie Stadion, Cologne, Đức                | 0                                           |
| 2020–21                            | Tây Ban Nha       | Villarreal               | 1–1*              | Manchester United (UCL)     | Anh               | Stadion Gdańsk, Gdańsk, Ba Lan                     | 9.412                                       |
| 2021–22                            | Đức               | Eintracht Frankfurt      | 1–1*              | Rangers (UCL)               | Scotland          | Ramón Sánchez Pizjuán, Seville, Tây Ban Nha        | 38.842                                      |
| 2022–23                            | Tây Ban Nha       | Sevilla (UCL)            | 1–1*              | Roma                        | Ý                 | Puskás Aréna, Budapest, Hungary                    | 61.476                                      |
| 2023–24                            | Ý                 | Atalanta                 | 3–0               | Bayer Leverkusen            | Đức               | Dublin Arena, Dublin, Cộng hòa Ireland             | 47.135                                      |
| 2024–25                            | Anh               | Tottenham Hotspur        | 1–0               | Manchester United           | Anh               | San Mamés, Bilbao, Tây Ban Nha                     | 49.924                                      |
| Các trận chung kết trong tương lai |                   |                          |                   |                             |                   |                                                    |                                             |
| Mùa giải                           | Quốc gia          | Đội vào chung kết        | Trận              | Đội vào chung kết           | Quốc gia          | Địa điểm                                           | Địa điểm                                    |
| 2025–26                            |                   |                          | v                 |                             |                   | Sân vận động Beşiktaş, Istanbul, Thổ Nhĩ Kỳ        | Sân vận động Beşiktaş, Istanbul, Thổ Nhĩ Kỳ |
| 2026–27                            |                   |                          | v                 |                             |                   | Waldstadion, Frankfurt, Đức                        | Waldstadion, Frankfurt, Đức                 |

## Thành tích

### Theo câu lạc bộ
| Câu lạc bộ               | Số lần vô địch | Số lần á quân | Năm vô địch                              | Năm á quân       |
| ------------------------ | -------------- | ------------- | ---------------------------------------- | ---------------- |
| Sevilla                  | 7              | 0             | 2006, 2007, 2014, 2015, 2016, 2020, 2023 | —                |
| Inter Milan              | 3              | 2             | 1991, 1994, 1998                         | 1997, 2020       |
| Tottenham Hotspur        | 3              | 1             | 1972, 1984, 2025                         | 1974             |
| Liverpool                | 3              | 1             | 1973, 1976, 2001                         | 2016             |
| Juventus                 | 3              | 1             | 1977, 1990, 1993                         | 1995             |
| Atlético Madrid          | 3              | 0             | 2010, 2012, 2018                         | —                |
| Borussia Mönchengladbach | 2              | 2             | 1975, 1979                               | 1973, 1980       |
| Feyenoord                | 2              | 0             | 1974, 2002                               | —                |
| Eintracht Frankfurt      | 2              | 0             | 1980, 2022                               | —                |
| IFK Göteborg             | 2              | 0             | 1982, 1987                               | —                |
| Real Madrid              | 2              | 0             | 1985, 1986                               | —                |
| Parma                    | 2              | 0             | 1995, 1999                               | —                |
| Porto                    | 2              | 0             | 2003, 2011                               | —                |
| Chelsea                  | 2              | 0             | 2013, 2019                               | —                |
| Manchester United        | 1              | 2             | 2017                                     | 2021, 2025       |
| Anderlecht               | 1              | 1             | 1983                                     | 1984             |
| Bayer Leverkusen         | 1              | 1             | 1988                                     | 2024             |
| Ajax                     | 1              | 1             | 1992                                     | 2017             |
| PSV Eindhoven            | 1              | 0             | 1978                                     | —                |
| Ipswich Town             | 1              | 0             | 1981                                     | —                |
| Napoli                   | 1              | 0             | 1989                                     | —                |
| Bayern Munich            | 1              | 0             | 1996                                     | —                |
| Schalke 04               | 1              | 0             | 1997                                     | —                |
| Galatasaray              | 1              | 0             | 2000                                     | —                |
| Valencia                 | 1              | 0             | 2004                                     | —                |
| CSKA Moscow              | 1              | 0             | 2005                                     | —                |
| Zenit Saint Petersburg   | 1              | 0             | 2008                                     | —                |
| Shakhtar Donetsk         | 1              | 0             | 2009                                     | —                |
| Villarreal               | 1              | 0             | 2021                                     | —                |
| Atalanta                 | 1              | 0             | 2024                                     | —                |
| Benfica                  | 0              | 3             | —                                        | 1983, 2013, 2014 |
| Marseille                | 0              | 3             | —                                        | 1999, 2004, 2018 |
| Athletic Bilbao          | 0              | 2             | —                                        | 1977, 2012       |
| Espanyol                 | 0              | 2             | —                                        | 1988, 2007       |
| Borussia Dortmund        | 0              | 2             | —                                        | 1993, 2002       |
| Roma                     | 0              | 2             | —                                        | 1991, 2023       |
| Arsenal                  | 0              | 2             | —                                        | 2000, 2019       |
| Rangers                  | 0              | 2             | —                                        | 2008, 2022       |
| Wolverhampton Wanderers  | 0              | 1             | —                                        | 1972             |
| Twente                   | 0              | 1             | —                                        | 1975             |
| Club Brugge              | 0              | 1             | —                                        | 1976             |
| Bastia                   | 0              | 1             | —                                        | 1978             |
| Sao Đỏ Belgrade          | 0              | 1             | —                                        | 1979             |
| AZ                       | 0              | 1             | —                                        | 1981             |
| Hamburger SV             | 0              | 1             | —                                        | 1982             |
| Fehérvár                 | 0              | 1             | —                                        | 1985             |
| 1. FC Köln               | 0              | 1             | —                                        | 1986             |
| Dundee United            | 0              | 1             | —                                        | 1987             |
| VfB Stuttgart            | 0              | 1             | —                                        | 1989             |
| Fiorentina               | 0              | 1             | —                                        | 1990             |
| Torino                   | 0              | 1             | —                                        | 1992             |
| Austria Salzburg         | 0              | 1             | —                                        | 1994             |
| Bordeaux                 | 0              | 1             | —                                        | 1996             |
| Lazio                    | 0              | 1             | —                                        | 1998             |
| Alavés                   | 0              | 1             | —                                        | 2001             |
| Celtic                   | 0              | 1             | —                                        | 2003             |
| Sporting CP              | 0              | 1             | —                                        | 2005             |
| Middlesbrough            | 0              | 1             | —                                        | 2006             |
| Werder Bremen            | 0              | 1             | —                                        | 2009             |
| Fulham                   | 0              | 1             | —                                        | 2010             |
| Braga                    | 0              | 1             | —                                        | 2011             |
| Dnipro                   | 0              | 1             | —                                        | 2015             |

### Theo quốc gia
| Quốc gia    | Số lần vô địch | Số lần á quân | Tổng cộng |
| ----------- | -------------- | ------------- | --------- |
| Tây Ban Nha | 14             | 5             | 19        |
| Anh         | 10             | 9             | 19        |
| Ý           | 10             | 8             | 18        |
| Đức         | 7              | 9             | 16        |
| Hà Lan      | 4              | 3             | 7         |
| Bồ Đào Nha  | 2              | 5             | 7         |
| Nga         | 2              | 0             | 2         |
| Thụy Điển   | 2              | 0             | 2         |
| Bỉ          | 1              | 2             | 3         |
| Ukraina     | 1              | 1             | 2         |
| Thổ Nhĩ Kỳ  | 1              | 0             | 1         |
| Pháp        | 0              | 5             | 5         |
| Scotland    | 0              | 4             | 4         |
| Áo          | 0              | 1             | 1         |
| Hungary     | 0              | 1             | 1         |
| Nam Tư      | 0              | 1             | 1         |